# Basil Poledouris
Basilis Konstantine Poledouris (in greco Βασίλης Πολεδούρης?; Kansas City, 21 agosto 1945 – 8 novembre 2006) è stato un compositore statunitense, di origini greche.

## Biografia
Le sue musiche da film sono influenzate dalla sua ammirazione per il compositore Miklós Rózsa e dal retaggio della sua formazione religiosa greco-ortodossa. Poledouris fu educato in chiesa, ed era solito assistere alle funzioni, rapito dal suono del coro. All'età di 7 anni iniziò le lezioni di piano e infine si iscrisse alla University of Southern California per studiare cinema e musica. Diversi cortometraggi ai quali ha contribuito sono ancora presenti negli archivi dell'università. Alla USC incontrò i registi John Milius e Randal Kleiser, con entrambi i quali avrebbe collaborato in futuro. Nel 1985 musicò L'amore e il sangue per il regista Paul Verhoeven, stabilendo un'altra collaborazione duratura.
Il possesso di uno stile imponente e alquanto epico gli consente di produrre musica per un preciso genere di film dove l'azione è preminente. I maggiori esempi di questa produzione si possono trovare in Conan il barbaro del 1982, Conan il distruttore del 1984, Alba rossa del 1984, RoboCop del 1987, Caccia a Ottobre Rosso del 1990, Free Willy - Un amico da salvare del 1993, Starship troopers del 1997 e Gioco d'amore 1999. Il suo studio è stato il "Blowtorch Flats", che si trova a Venice, California ed è un'industria di mixaggio professionale specializzata nella produzione di film.
Poledouris sposò sua moglie Bobbie nel 1969 e ebbe due figlie, Zoë ed Alexis. La maggiore delle due, Zoë Poledouris, è attrice e compositrice e ha occasionalmente collaborato col padre nella realizzazione di colonne sonore da film. Nel 1996, per la Cerimonia di Apertura dei Giochi Olimpici di Atlanta, compose il brano The Tradition of the Games, che accompagnò il memorabile tributo danzante a Dei ed atleti delle Olimpiadi dell'antichità utilizzando immagini stilizzate. Passò gli ultimi quattro anni della sua vita a Vashon Island, nello stato di Washington, e morì l'8 novembre 2006 a Los Angeles, California, all'età di 61 anni, per le complicazioni di un cancro.

## Filmografia

### Cinema
- The Reversal of Richard Sun, regia di John Milius (1966)
- Hollywood 90028, regia di Christina Hornisher (1973)
- Il guardone (Extreme Close-Up), regia di Jeannot Szwarc (1973)
- Tintorera, regia di René Cardona Jr.  (1977)
- Un mercoledì da leoni (Big Wednesday), regia di John Milius (1978)
- Laguna blu (The Blue Lagoon), regia di Randal Kleiser (1980)
- Conan il barbaro (Conan the Barbarian), regia di John Milius (1982)
- Summer Lovers, regia di Randal Kleiser (1983)
- Protocol, regia di Herbert Ross (1984)
- Alba rossa (Red Dawn), regia di John Milius (1984)
- Conan il distruttore (Conan the Destroyer), regia di Richard Fleischer (1984)
- American Yuppies (Making the Grade), regia di Dorian Walker (1984)
- The House of God, regia di Donald Wrye (1984)
- L'amore e il sangue (Flesh+Blood), regia di Paul Verhoeven (1985)
- L'aquila d'acciaio (Iron Eagle), regia di Sidney J. Furie (1986)
- Bambola meccanica mod. Cherry 2000 (Cherry 2000), regia di Steve DeJarnatt (1987)
- La fine del gioco (No Man's Land), regia di Peter Werner (1987)
- RoboCop, regia di Paul Verhoeven (1987)
- Boxe, regia di David Drury (1988)
- Spellbinder, regia di Janet Greek (1988)
- Wired, regia di Larry Peerce (1989)
- Addio al re (Farewell to the King), regia di John Milius (1989)
- Carabina Quigley, regia di Simon Wincer (1990)
- Caccia a Ottobre Rosso (The Hunt for Red October), regia di John McTiernan (1990)
- Harley Davidson & Marlboro Man (Harley Davidson and the Marlboro Man), regia di Simon Wincer (1991)
- Ritorno alla laguna blu (Return to the Blue Lagoon), regia di William A. Graham (1991)
- L'ultimo attacco (Flight of the Intruder), regia di John Milius (1991)
- Zanna Bianca - Un piccolo grande lupo (White Fang), regia di Randal Kleiser (1991)
- Wind - Più forte del vento (Wind), regia di Carroll Ballard (1992)
- Free Willy - Un amico da salvare (Free Willy), regia di Simon Wincer (1993)
- RoboCop 3, regia di Fred Dekker (1993)
- Hot Shots! 2 (Hot Shots! Part Deux), regia di Jim Abrahams (1993)
- Mowgli - Il libro della giungla (Rudyard Kipling's The Jungle Book), regia di Stephen Sommers (1994)
- Lassie, regia di Daniel Petrie (1994)
- La leggenda di Zanna Bianca (White Fang 2: Myth of the White Wolf), regia di Ken Olin (1994, tema)
- La signora ammazzatutti (Serial Mom), regia di John Waters (1994)
- Sfida tra i ghiacci (On Deadly Ground), regia di Steven Seagal (1994)
- Free Willy 2 (Free Willy 2: The Adventure Home), regia di Dwight H. Little (1995)
- Trappola sulle Montagne Rocciose (Under Siege 2: Dark Territory), regia di Geoff Murphy (1995)
- Amanda, regia di Bobby Roth (1996)
- Conflitti di famiglia (The War at Home), regia di Emilio Estevez (1996)
- Celtic Pride, regia di Tom DeCerchio (1996)
- Un party per Nick (It's My Party), regia di Randal Kleiser (1996)
- Starship Troopers - Fanteria dello spazio (Starship Troopers), regia di Paul Verhoeven (1997)
- Linea di sangue (Switchback), regia di Jeb Stuart (1997)
- Breakdown - La trappola (Breakdown), regia di Jonathan Mostow (1997)
- I miserabili (Les Misérables), regia di Bille August (1998)
- Gioco d'amore (For Love of the Game), regia di Sam Raimi (1999)
- Kimberly, regia di Frederic Golchan (1999)
- Mickey occhi blu (Mickey Blue Eyes), regia di Kelly Makin (1999)
- A morte Hollywood (Cecil B. DeMented), regia di John Waters (2000)
- Crocodile Dundee 3 (Crocodile Dundee in Los Angeles), regia di Simon Wincer (2001)
- The Touch, regia di Peter Pau (2002)

### Televisione
- The Interview, (1970) film TV
- Congratulations, It's a Boy!, regia di William A. Graham (1971) film TV
- By Map and Compass, documentario (1972)
- Three for the Road, (1974) film TV
- Vrooom!, documentario (1974)
- The Magic Rolling Board, documentario (1976)
- The Andros Targets, (1977) serie TV
- Dolphin, documentario (1979)
- Fire on the Mountain, regia di Donald Wrye - film TV (1981)
- A Whale for the Killing, regia di Richard T. Heffron (1981) film TV
- Flyers, cortometraggio (1983)
- American Journeys, documentario (1984)
- Amazzoni, regia di Paul Michael Glaser (1984) film TV
- Single Bars, Single Women, regia di Harry Winer (1984) film TV
- Ai confini della realtà (The Twilight Zone), (1985) serie TV
- Alfred Hitchcock presenta (Alfred Hitchcock Presents) (1985) serie TV
- Misfits, (1986) serie TV
- Island Sons, regia di Alan J. Levi (1987) film TV
- Prison for Children, regia di Larry Peerce (1987) film TV
- Amerika, (1987) mini serie TV
- Intrigue, regia di David Drury (1988) - film TV
- Colomba solitaria (Lonesome Dove), regia di Simon Wincer - miniserie TV (1989)
- Nasty Boys, (1990) serie TV
- Ned Blessing: The True Story of My Life, regia di Peter Werner (1992) film TV
- Return to Lonesome Dove, (1994) mini serie TV, (temi)
- Zoya, regia di Richard A. Colla (1995), film TV, (tema)
- Basil Poledouris: His Life and Music, documentario (1997)
- Women (If These Walls Could Talk 2, vari registi (2000) film TV
- Love and Treason, regia di Lewis Teague (2001) film TV
- Flesh + Steel: The Making of 'RoboCop', documentario (2001)
- Death from Above: The Making of 'Starship Troopers', documentario (2002)
- Know Your Foe, documentario (2002)
- The Legend of Butch & Sundance, regia di Sergio Mimica-Gezzan (2004) film TV

## Premi
- Emmy Awards - vinto nel 1989 per Colomba solitaria.[3]